# Хабач, Мариам
Мариам Хабач Сантуччи (исп. Mariam Habach Santucci; родилась 26 января 1996 года, Эль-Токуйо) — венесуэльская модель, победительница конкурса красоты Мисс Венесуэла 2015. Представитель Венесуэлы на Мисс Вселенная 2016 года.
Своей экзотической внешностью Мариам обязана родителям. Её отец — сириец, а мать — итальянка из Авеллино.
В 2022 году Хабач получила диплом  стоматолога в Университете Хосе Антонио Паэса в штате Карабобо и знает четыре языка: испанский, английский, арабский и итальянский.